# Daxweiler
Daxweiler là một đô thị thuộc huyện Bad Kreuznach trong bang Rheinland-Pfalz, phía tây nước Đức. Đô thị Daxweiler có diện tích 16,65 km², dân số thời điểm ngày 31 tháng 12 năm 2006 là 846 người.